# Drosay

Drosay este o comună în departamentul Seine-Maritime, Franța. În 1 ianuarie 2022 avea o populație de 192 de locuitori.